# Fazendinha (Teresópolis)
Fazendinha é um bairro da cidade de Teresópolis, localizada no interior do estado do Rio de Janeiro.

## Demografia
De acordo com o Instituto Brasileiro de Geografia e Estatística (IBGE), sua população no ano de 2010 era de 1 131 habitantes, sendo 592 mulheres (52.3%) e 539 homens (47.7%), possuindo um total de 392 domicílios.

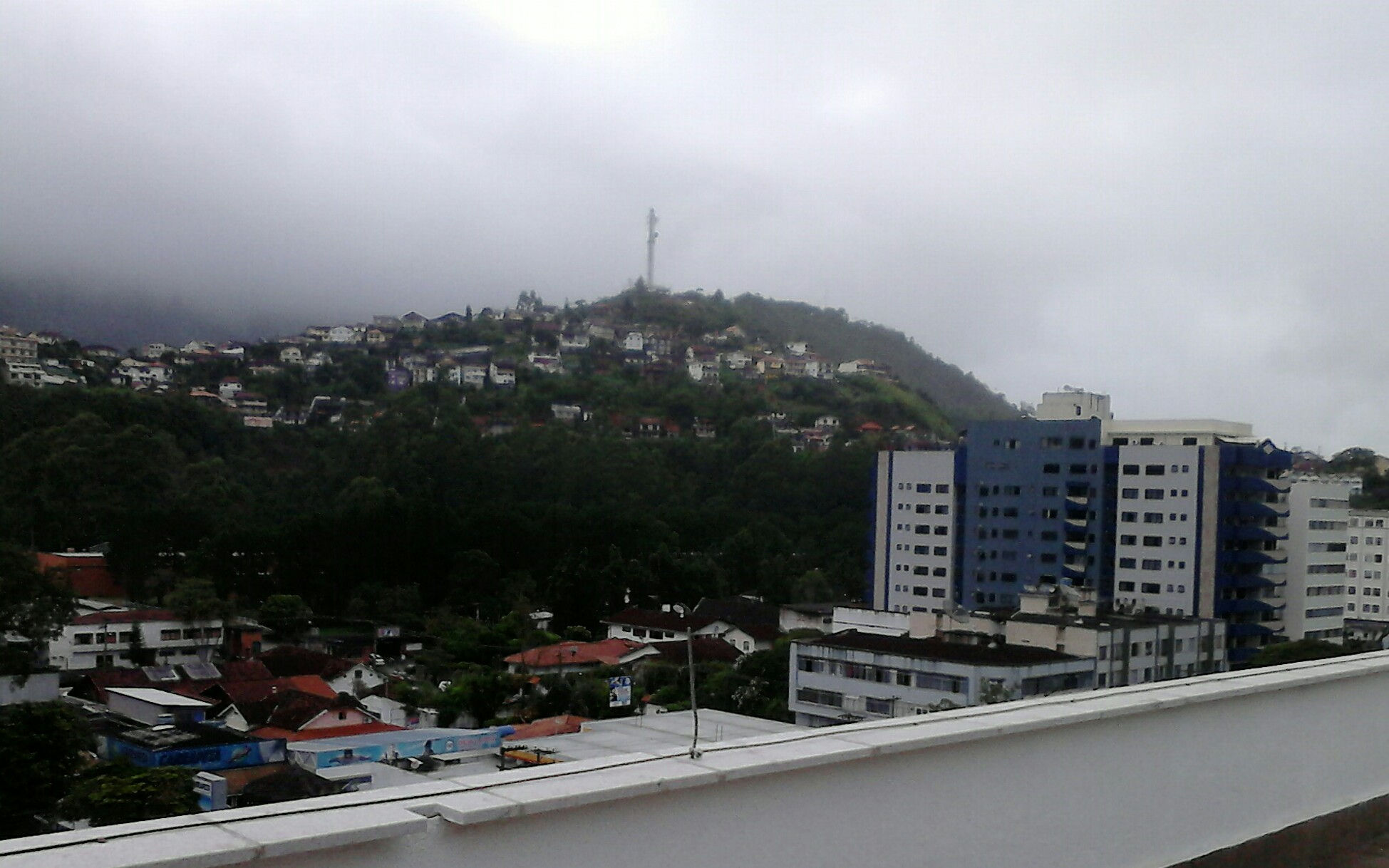
Fazendinha vista do Centro da Cidade, com a Colina em seu cume.

## Cultura

### Turismo
Em seu cume está localizada a Colina dos Mirantes, onde pode se encontrar uma vista panorâmica de toda a cidade de Teresópolis e do maciço da Serra dos Órgãos.